# Catwoman (jeu vidéo, 2004)
Catwoman est un jeu vidéo d'action-aventure développé et édité par Electronic Arts, sorti en 2004 sur PlayStation 2, GameCube, Xbox et Windows. Il a été adapté sur Game Boy Advance par Magic Pockets. Il est basé sur le film du même nom d'après le personnage de comics édité par DC Comics.

## Accueil
- Jeuxvideo.com : 6/20 (PS2/XB/GC)[1] - 5/20 (PC)[2] - 7/20 (GBA)[3]